# 庞国芳
庞国芳（1943年10月10日—），男，河北滦南人，中国食品科学检测技术专家。他是秦皇岛市出入境检验检疫局研究员、北京工商大学双聘院士和中国检验检疫科学研究院首席科学家。1968年毕业于天津市河北大学化学系。2007年当选中国工程院院士。

## 头衔
- 国家质检总局首席研究员之一
- 中国食品安全国家标准审评委员会副主任
- 中国国家食品安全风险评估专家委员会副主任
- 国家级有突出贡献中青年专家
- 享受国务院特殊津贴专家
- 国际公职化学家联合会(AOAC)资深专家